# Каалі (городище)
Городи́ще Ка́алі — укріплене поселення залізної доби, розташоване в Естонії на острові Сааремаа. Виявлене естонськими археологами у 1970 році, досліджене у 1976-му. 1997 року визнане пам'яткою архітектури національного значення. Слід зазначити, що офіційна назва цього об'єкту не містить топонімічного уточнення і зазначена в національному реєстрі просто як Городи́ще і ка́пище (ест. Kindlustatud asula ja ohverdamiskoht).
Городище Каалі лежить у межах повіту Сааремаа і однойменної волості, на околиці сучасного села Каалі. Територіально ця пам'ятка археології знаходиться в ландшафтному заповіднику Каалі, адміністрація якого і здійснює нагляд за нею. Городище розташоване на північно-східному березі озера (метеоритного кратеру) Каалі під покривом мішаного лісу.

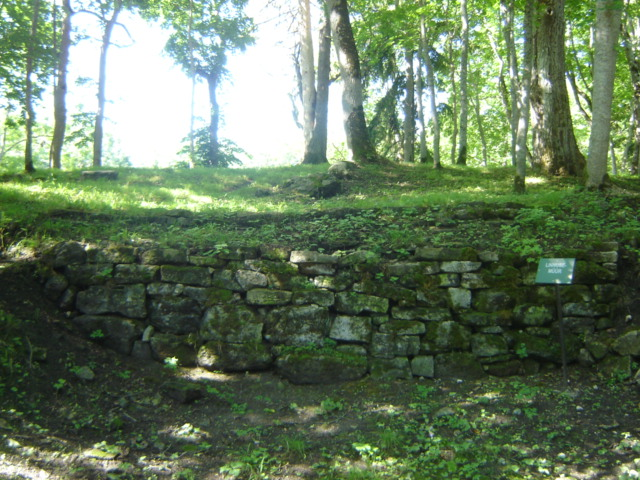
Нижня частина «замкової» стіни.

Городище має форму півкола, загальна довжина його укріплень сягає 110 м. Площа, досліджена науковцями, становить 135 м². Городище оточує масивна огорожа завширшки 2 м, складена вапняковими брилами. Її максимальна висота сягає 2,2 м, однак пересічна удвічі менша. Цю кладку розглядають як опорну чи захисну стіну селища. До оборонних споруд також можна віднести і вал. Будівлі самого городища не збереглися, виявлено лише вапнякові фундаменти кількох споруд. Вважають, що загальна площа поселення була невеликою — близько кількох сотень квадратних метрів.

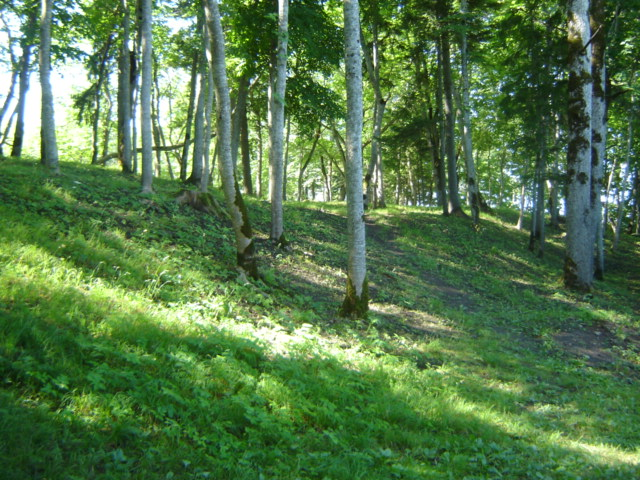
Вал.

На місці археологічних досліджень не виявлено жодних людських решток. Разом з тим, розкопки виявили чималу кількість кераміки, датованої періодом пізньої бронзи. Серед кераміки були вироби, декоровані відтисками пальців і кілець. Ці предмети дуже схожі на знайдені в городищах Асва і Рідала, тому городище Каалі відносять до асвайської культури. Серед інших знахідок слід зазначити гончарне знаряддя (глиняні форми і тигелі), шматки бурштину, кремені та гребінку, яку, ймовірно, використовували для чесання льону. У верхній частині культурного шару виявлено чотири срібні прикраси, датовані ранньою залізною добою. Прикраси являють собою два спіральних браслети і намисто, заховані разом, а також окремий спіральний перстень. В околицях Каалі також знайдено бронзову «ювелірну голку». Припускають, що прикраси могли бути пожертвами і відносяться до пізнішого періоду існування городища, коли воно набуло культового значення. На підставі цих знахідок вважають, що городище Каалі існувало у перехідний період від пізньої бронзової до ранньої залізної доби, але до початку так званої римської залізної доби. Результати трьох радіовуглецевих досліджень визначають його вік в межах 760—210 року до нашої ери.

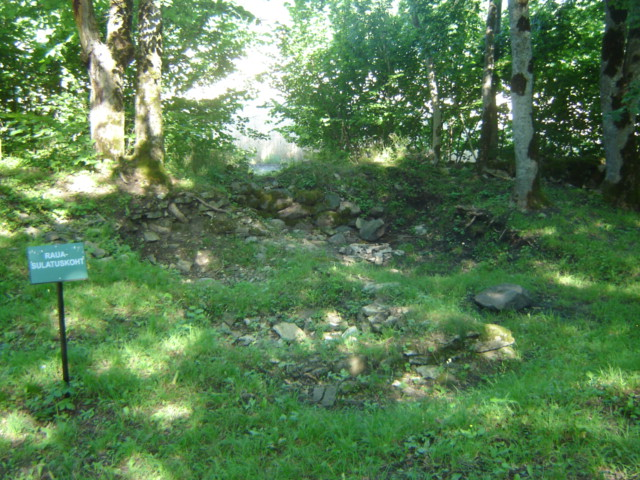
Місце для випалювання глини або ливарництва.

Поряд з городищем було облаштоване капище. Воно могло існувати одночасно з поселенням або виникнути пізніше у зв'язку з падінням великого метеориту Каалі. На користь цього свідчать місцеві перекази, адже у фольклорі мешканців Сааремаа падіння небесного тіла знайшло яскравий відбиток. Так чи інакше, але місце для жертвопринесень було обрано саме на схилі головного кратера. За традиціями місцевого язичництва капище не було технічно облаштоване, це була просто ділянка у визначеному місці для ритуальних дій. Однак його розташування точно встановлене за усними джерелами. Наукова цінність капища полягає в тому, що це — одна з небагатьох пам'яток дохристиянської релігійної культури в Естонії (більшість аналогічних місць знищили ще у XVII столітті).
Городище і капище Каалі — визначна туристична атракція, яку найчастіше відвідують у рамках загального візиту до ландшафтного заповідника. В городищі Каалі відвідувачі можуть побачити залишки захисної стіни, кам'яного укріплення («замку», «фортеці») і місце для випалювання глини чи ливарництва («гончарня», «кузня» абощо).